# Vitesse de dérive (électricité)
En électricité, la vitesse de dérive (aussi appelée « vitesse de drift », de l'anglais drift velocity), vd, est la vitesse moyenne d'une particule chargée, en général un électron, qu'elle atteint sous l'effet d'un champ électrique (E).

## Métal
Un métal ne possède qu'un seul type de porteur de charge (dans la majorité des cas des électrons, plus rarement des trous). En l'absence de champ électrique, ces porteurs de charge dans un conducteur électrique à température ambiante, de par l'agitation thermique, se déplacent de façon aléatoire à la vitesse de Fermi. Leur direction étant aléatoire, leur mouvement global est nul, il n'y a pas de création de courant électrique. Lorsqu'on applique un champ électrique à ce conducteur, les électrons gagnent une vitesse nette dans la direction du champ (mais en sens opposé), créant un courant électrique. Cette vitesse est cependant réduite à cause des collisions des électrons dans leur environnement, en particulier les phonons.
Un simple analyse en mécanique classique permet de déduire que cette vitesse est proportionnelle au champ électrique appliqué :
{\displaystyle v_{d}=-\alpha \times E}
Cette vitesse dépend également d'une constante de temps, τc, qui est la durée moyenne entre deux collisions :
{\displaystyle v_{d}=-{\frac {q\tau _{c}}{m^{*}}}\times E}
où {\displaystyle m^{*}} est la masse effective de l'électron dans le matériau. 
On appelle le terme {\displaystyle {\frac {q\tau _{c}}{m^{*}}}} la mobilité, qu'on note μ permettant de définir la vitesse de dérive par :
{\displaystyle v_{d}=\pm \mu \times E}
À partir de la vitesse de dérive, connaissant le nombre volumique de charges n, il est possible de calculer le courant de dérive (ou courant de conduction) :
{\displaystyle J_{d}=-n\times q\times v_{d}=nq\mu \times E}
qui est la loi d'Ohm. À partir de cette équation, il est possible de définir la résistivité ρ (ou la conductivité σ) par :
{\displaystyle \sigma ={\frac {1}{\rho }}=qn\mu }

## Semi-conducteur
Dans le cas semi-conducteur, la situation est semblable, excepté qu'il y a cette fois-ci dans le matériau deux types de porteurs de charge, les électrons et les trous ; de plus, la dérive des porteurs de charge s'accompagne d'un autre phénomène, la diffusion.
{\displaystyle v_{dn}=-{\frac {q\tau _{c}}{m_{n}^{*}}}\times E}
{\displaystyle v_{dp}={\frac {q\tau _{c}}{m_{p}^{*}}}\times E}
avec respectivement vdn et vdp les vitesse de dérive des électrons et des trous (la vitesse de trous est positive car elle est dans le même sens que le champ électrique) et {\displaystyle m_{n}^{*}} {\displaystyle m_{p}^{*}} leur masse effective dans le matériau. 
Ceci permet de définir leur mobilité :
{\displaystyle v_{dn}=-\mu _{n}\times E}
{\displaystyle v_{dp}=\mu _{p}\times E}
À partir de la vitesse de dérive,on peut de calculer le courant de dérive (ou courant de conduction) :
{\displaystyle J_{dn}=-n\times q\times v_{dn}=nq\mu _{n}\times E}
pour un courant d'électrons
{\displaystyle J_{dp}=p\times q\times v_{dn}=pq\mu _{p}\times E}
pour un courant de trous, où n et p sont le nombre d'électrons et de trous, respectivement. Le courant total induit par le champ électrique est donc :
{\displaystyle J_{d}=J_{dn}+J_{dp}=q(p\mu _{p}+n\mu _{n})\times E}
qui n'est autre que la loi d'Ohm. On  définit la résistivité ρ (ou la conductivité σ) par :
{\displaystyle \sigma ={\frac {1}{\rho }}=q(p\mu _{p}+n\mu _{n})}
Il faut toutefois noter que contrairement aux métaux, les électrons et les trous ne sont pas répartis initialement de façon homogène, mais selon un gradient. Cette répartition inégale est à l'origine d'un autre phénomène, la diffusion de porteurs, elle-même résultant en un autre type de courant, le courant de diffusion. Ce courant de diffusion induit un champ électrique, même à équilibre thermique, qui provoque en retour un courant de dérive de même intensité mais de sens opposé.